# Diffusing Update Algorithm
DUAL (por sus siglas en inglés Diffusing Update Algorithm) es un algoritmo para la actualización de rutas usado por el protocolo de enrutamiento EIGRP, gracias al cual se logra su excepcional y rápida convergencia de red.
Este algoritmo utiliza la tabla de vecinos y la tabla de topología para desarrollar la tabla de enrutamiento en el router EIGRP.